# Монтикио (Л'Аквила)
Монтикио (итал. Monticchio) је насеље у Италији у округу Л'Аквила, региону Абруцо.
Према процени из 2011. у насељу је живело 1211 становника. Насеље се налази на надморској висини од 589 м.